# Saint-Maurice-en-Gourgois
Saint-Maurice-en-Gourgois település Franciaországban, Loire megyében. Lakosainak száma 1824 fő (2022. január 1.). Saint-Maurice-en-Gourgois Aurec-sur-Loire, Malvalette, Aboën, Çaloire, Chambles, Périgneux, Rozier-Côtes-d’Aurec és Saint-Paul-en-Cornillon községekkel határos.

## Népesség
A település népessége az elmúlt években az alábbi módon változott:
| Lakosok száma | 823  | 859  | 1006 | 1658 | 1744 | 1797 | 1813 | 1817 | 1819 | 1824 |
|               | 1968 | 1982 | 1990 | 2006 | 2013 | 2015 | 2017 | 2019 | 2020 | 2022 |